# Rosiers-d’Égletons
Rosiers-d’Égletons – miejscowość i gmina we Francji, w regionie Nowa Akwitania, w departamencie Corrèze.
Według danych na rok 1990 gminę zamieszkiwało 1056 osób, a gęstość zaludnienia wynosiła 28 osób/km² (wśród 747 gmin Limousin Rosiers-d’Égletons plasuje się na 119. miejscu pod względem liczby ludności, natomiast pod względem powierzchni na miejscu 96.).